# Karl Honz
Karl Honz (* 28. ledna 1951, Moos) je bývalý německý atlet, který se věnoval hladké čtvrtce a štafetovým běhům, mistr Evropy v běhu na 400 metrů z roku 1974.
Startoval na olympiádě v Mnichově ve čtvrtkařském finále, kde doběhl sedmý. Západoněmecká štafeta na 4 × 400 metrů i s jeho účastí skončila čtvrtá. O rok později na evropském halovém šampionátu byl členem stříbrné štafety na 4 x 2 kola. Na mistrovství Evropy v Římě v roce 1974 zvítězil v běhu na 400 metrů, zároveň byl členem stříbrné štafety na 4 × 400 metrů. Jeho posledním medailovým úspěchem na mezinárodní scéně byla zlatá medaile z halového mistrovství Evropy v roce 1975 ze štafety na 4 x dvě kola. Osobní rekord na 400 metrů 44,70 si vytvořil v roce 1972.